# Penco
Penco je grad i općina u Čileu, u regiji Biobío. Po procjenama iz 2002., ima 46.016 stanovnika i površinu od 108 km².

## Također pogledajte
- Veliki Concepción

## Vanjske poveznice
- Službene stranice  Arhivirana inačica izvorne stranice od 4. svibnja 2015. (Wayback Machine) (šp.)

### Ostali projekti
|  | Zajednički poslužitelj ima još gradiva o temi Penco |